# Euro-Enaer
Euro-ENAER was een Nederlandse vliegtuigbouwer. Opgericht in 1996 en gevestigd in Den Helder bij Vliegveld de Kooy.
Euro-ENAER was ontstaan nadat het Nederlandse bedrijf Aviation Maintenance interesse had getoond voor het verder ontwikkelen van de Chileense ENAER Namcu (Chileens voor jonge adelaar). Deze had de ontwikkeling afgebroken omdat een certificatie in Chili te duur bleek. De certificatie in Chili werd namelijk niet erkend door andere landen, en export zou dan onmogelijk worden.
Daarom werd er een samenwerkingsverband tussen het Chileense ENAER, enkele andere investeerders en de faculteit Lucht- en Ruimtevaarttechniek van de TU Delft opgericht. Deze laatste zou zich gaan richtten op de certificatie van de verschillende onderdelen. 
Het vernieuwde vliegtuig werd hernoemd tot Eaglet (Engels voor jonge adelaar). Op 13 juli 2001 verkreeg het vliegtuig de JAR-23 certificaat. Certificaten voor de ontwerpafdeling en de fabricage moesten volgen. Maar dit duurde allemaal langer dan gepland en er rezen geldproblemen. In 2002 ging Euro-ENAER failliet. Het enige prototype en de inboedel werd overgenomen door ENAER.

## Vliegtuigtypen
- Eaglet

Sportvliegtuig/militaire trainer, tweepersoons, laagdekker, eenmotorig (Textron Lycoming O-320) propeller